# 石炭爆弾
石炭爆弾（せきたんばくだん）とは、第二次世界大戦中にアメリカやイギリスの諜報機関やゲリラなどが破壊工作に使用した爆弾である。
当時は石炭を燃料とした蒸気機関車や発電所などが数多くあり、これを破壊する目的で石炭そっくりに偽装した爆薬の固まりを使用した。爆薬は火気に触れただけで爆発するニトロセルロースが用いられ、これを固まりにしたものの表面に石炭に見えるように偽装を施して作成した。破壊工作員は石炭爆弾を通常の石炭に混ぜておくだけで良く、警備が厳重な施設に潜入するリスクを冒さずに破壊工作を行えた。
この偽装爆弾が蒸気機関車の火室にくべられると爆発して蒸気機関車を大破させ、鉄道の運行を止めたり、発電所のボイラーを破壊して停電を引き起こしたりした。
現在では石炭を燃料とする重要施設があまりなくなったことから使用はされなくなった。
CIAでは石炭爆薬製造キットを配布していたことが公開文書で明らかになった。